# Baxteria australis
Baxteria australis är en enhjärtbladig växtart som beskrevs av Robert Brown och William Jackson Hooker. Baxteria australis ingår i släktet Baxteria och familjen Dasypogonaceae. Inga underarter finns listade.